# Frost Bank Center
O Frost Bank Center é um ginásio localizado em San Antonio, Texas (EUA). É a casa do time de basquetebol da NBA San Antonio Spurs.
Foi construído visando substituir o estádio Alamodome, que poderia receber até 36.500 torcedores em partidas dos Spurs, mas tinha a desvantagem de não ser apropriado (originalmente é um estádio para futebol americano, o que transformava-o em um "Gigante" nos jogos da NBA). Está localizado ao lado do estádio Freeman Coliseum.

## História

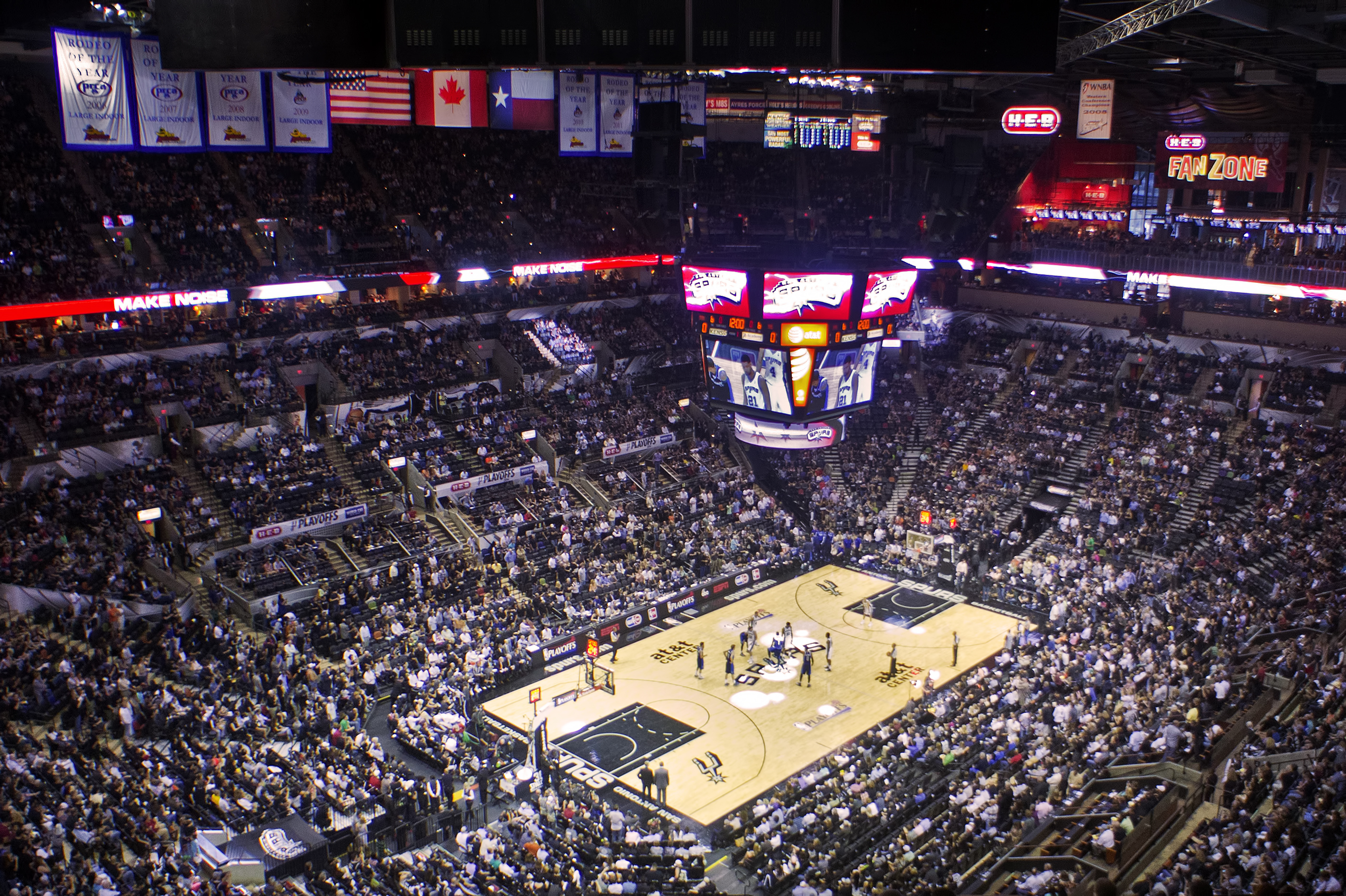
Interior do ginásio.

Inaugurado em 18 de outubro de 2002 como SBC Center, também é sede de um time de hóquei no gelo e de um rodeio da cidade, em todo mês de Fevereiro. Tem capacidade para 18.500 torcedores em jogos de basquete e 13.000 em jogos de hóquei no gelo.
Recebeu as Finais da NBA em 2003 (quando o Spurs venceu a série contra o New Jersey Nets por 4 a 2) e em 2005 (quando o Spurs venceu a série contra o Detroit Pistons por 4 a 3).
O nome foi modificado em janeiro de 2006 para AT&T Center devido a fusão da SBC Communications Inc. com a AT&T.
Em agosto de 2023, foi anunciado uma nova mudança no nome do ginásio, com o mesmo passando a ser chamado Frost Bank Center. A mudança passou a valer no mês seguinte.